# 科利巴伊夫卡
48°38′28″N 26°32′42″E / 48.64111°N 26.54500°E
科利巴伊夫卡（烏克蘭語：Колибаївка），是烏克蘭的村落，位於該國西部赫梅利尼茨基州，由卡緬涅茨-波多利斯基區負責管轄，始建於1712年，面積2.71平方公里，2001年人口1742，人口密度每平方公里643.5人。